# Kazagan
Kazagan († 1357) war ein Emir der Qara'unas im südlichen Transoxanien und am Hindukusch. Seine Machtübernahme bildete einen wichtigen Einschnitt in der Geschichte des Tschagatai-Khanats.

## Regierung
Kazagans genaue Herkunft und Art der Machtübernahme bei den Qara'unas sind unbekannt. Vorheriger Emir der Qara'unas war Boroldai, der zu Zeiten Tarmaschirin Khans († 1334) amtierte.
Im Winter 1345 auf 1346 besiegte und tötete Kazagan den Khan Kazan Timur (reg. 1330er/1343–1346). Kazan hatte versucht, sich im geschwächten Tschagatai-Khanat mit Gewaltmaßnahmen an der Macht zu halten, so dass schließlich sämtliche Fürsten und Emire vor Beratungen mit ihm ihre Testamente machten und den Untergang des Khans erflehten. 
Es folgte der Aufstand des turkischen Adels unter Kazagan. Kazan Timur Khan blieb laut Abulghazi auf der Ebene Derehi Zungi zunächst siegreich; Kazagan soll dabei ein Auge verloren haben. Nach dem Sieg entließ Kazan aufgrund sehr schlechter Witterungsbedingungen und resultierendem Nahrungsmangel jedoch einen Teil seiner Truppen. Daraufhin wurde er während des Winterlagers in Qarshi erneut überfallen und getötet. Kazagan verbot Plünderungen und Rachemaßnahmen und ehelichte Kazans Witwe. 
Er verwaltete fortan den Westteil des Khanats unter der Nominalherrschaft eines von ihm eingesetzten Khans. Eine Alleinregierung konnte Kazagan nicht wagen, da er kein Dschingiside war und somit theoretisch kein Herrschaftsrecht hatte. 1347 musste er sogar seinen Nominalherrscher Danishmand Khan ermorden lassen, weil seine Emire mit dessen Herkunft (Danishmand stammte laut Abulghazi aus dem Haus Ögedais und nicht Tschagatais) unzufrieden waren und er keine Meuterei riskieren konnte. Neuer Nominalherrscher Kazagans wurde Bayan Kuli Khan. Er hatte die richtige Herkunft und verzichtete auf jeden Ehrgeiz. 
Kazagans Regierung wahrte den inneren Frieden und galt als wohltätig. Sie stützte sich aber auf die Nomaden und nicht auf die Sesshaften, hielt dementsprechend wenig von einer Institutionalisierung und Bürokratisierung der Herrschergewalt, sondern ähnelte einer Stammeskonföderation. Kazagan selbst zog ständig zwischen seinen Sommer- und Winterweiden (Munk östlich von Duschanbe und Sali Saray am Amudarja) umher und verschmähte eine feste Residenz.  
Außenpolitisch war Kazagan auf den Süden orientiert. Dort legte sich der Fürst der Kert von Herat die Attribute eines Sultans zu und stellte sich damit Bayan Kuli Khan gleich, was als Kriegsanlass diente. Kazagan blieb 1351 vor Herat siegreich, erzwang Unterordnung und Tribut. Weitere Kriegszüge Kazagans gingen bis nach Sindh in Indien und (unter seinem Sohn Abdallah) gegen Choresm.
1357 fiel Kazagan auf der Beizjagd in Sali Saray einem Mordanschlag eines Verwandten zum Opfer. Er hatte seinem Schwager Qutlug-Temur, dem Sohn des vorherigen Qara'unas-Emirs Boroldai den väterlichen Stamm verweigert und dieser rächte sich nun mit dem Mord. Qutlug-Temur wurde dann auf der Flucht in Kunduz von Kazagans Anhängern ermordet.
Kazagans Sohn Abdallah übernahm die Macht in Transoxanien, verlegte die Residenz nach Samarkand und übte einen entsprechend größeren Druck auf die Emire der Umgebung aus, hielt sich aber nur kurze Zeit im Amt. Und zwar ließ Abdallah 1358 den Bayan Kuli Khan ermorden, weil er eine Frau des Khans begehrte. Dieser unnütze Mord an einem Khan brachte mehrere Emire (Haddschi Barlas, Bayan Suldus usw.) gegen Abdallah zusammen, führte zu dessen Niederlage und Tod und sukzessive zu neuen Machtkämpfen, die erst 1370 Timur Lenk für sich entschied.